# Pseudomarsupidium decipiens
Pseudomarsupidium decipiens là một loài rêu tản trong họ Adelanthaceae. Loài này được (Hook.) Grolle miêu tả khoa học lần đầu tiên năm 1963.